# Iluminator (zawód)

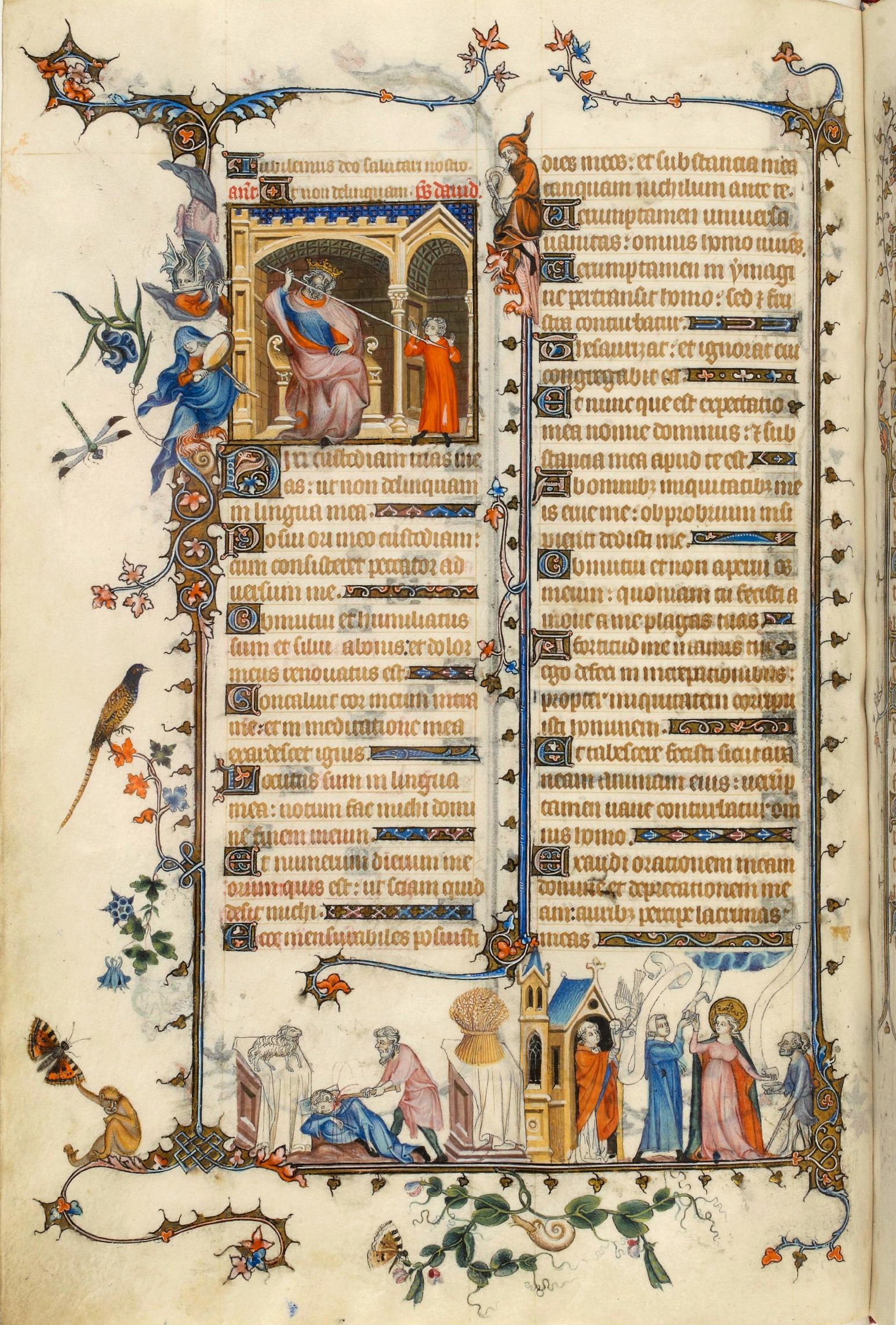
Iluminacje autorstwa Jeana Pucelle w Brewiarzu z Belleville (1323-1326).

Iluminator – średniowieczny artysta-rzemieślnik, malarz nanoszący na karty kodeksów lub książek stosunkowo proste ozdoby zwane iluminacjami. Termin odnoszący się zasadniczo do osoby przyozdabiającej rękopisy lub druki, a nie zajmującej się bogatszymi, figuralnymi dekoracjami lub ilustracjami, którymi zajmował się raczej malarz miniaturzysta. Prace iluminatora obejmowały głównie zdobienie inicjałów i dekoracyjne obramienia stron, z czasem łączące się z pracą miniaturzysty. Dlatego też w potocznym znaczeniu terminy iluminatora i miniaturzysty bywają ze sobą utożsamiane.
Najokazalsze iluminacje najważniejszych dzieł sporządzano farbą złotą (codex aureus), srebrną (codex argenteus) bądź purpurową (codex purpureus).
Niektórzy iluminatorzy (często i miniaturzyści) średniowieczni:
- Jean Pucelle (ok.1300-1355),
- Jean Le Noir
- André Beauneveu (ok.1335-ok.1400),
- Jacquemart de Hesdin (ok.1355-1414),
- Bracia Limbourg (poł. XIV w. -1416),
- Jean Fouquet (ok.1420-1481)[1],
- Mirak Nakkasz (ok.1450-1507).